# Anís La Castellana
Anís La Castellana es una marca registrada de anís de origen español, elaborada en Palazuelos de Eresma (Segovia), desde principios de la década de 1920, en la fábrica familiar del industrial y financiero segoviano Nicomedes García Gómez.
Este licor está elaborado en un destilado de grano de anís y badiana, mezclados con agua desmineralizada, jarabe de azúcar y alcoholes de melaza, y se comercializan dos variantes, una dulce con una graduación alcohólica de 35° y otra seca, de 45°.
La etiqueta presenta una muchacha con la vestimenta tradicional de "Segoviana" delante de la iglesia románica de La Vera Cruz (Segovia).

## Historia
El empresario Felipe García comenzó a destilar anís verde en una pequeña destilería familiar en 1910, y a su muerte, ocurrida en 1919, su hijo Nicomedes García heredó la destilería y realizó numerosas mezclas hasta encontrar un anís que se diferenciaba del resto. En ese momento patentó la marca Anís La Castellana, así como su característica botella de vidrio, sus etiquetas y collarines.
Durante el transcurso de la guerra civil española la marca comenzó una importante campaña publicitaria. Se posicionó en el bando nacional, mientras que su competidor, el Chinchón, quedó en el bando republicano; para ello empleó el eslogan «Anís La Castellana, el anís de España». Su campaña se dirigió también a los combatientes, popularizando en los periódicos de la época diferentes poemas, destacando el titulado «Para el aguinaldo del soldado», que comenzaba calificándolo como el mejor de los licores y terminaba invitando a los familiares a que enviasen botellas a los soldados que se hallaban en el campo de batalla.
En los años 1940 llevó a cabo una importante ampliación de la fábrica, e implantó una red comercial en todas las capitales de provincia y municipios de importancia. Finalmente patentó el tapón irrellenable y comenzó una campaña publicitaria que consiguió afianzar la marca como la primera del país, vendiendo más de siete millones de litros anuales. Entre los años 1942 y 1943 la campaña se llevó a cabo partiendo del refranero castellano adaptado a la marca, y sus cuñas publicitarias en radio dejaron huella en la memoria de varias generaciones de españoles, con eslogan como «mucho mejor que el mejor», comparadas con otras míticas como las efectuadas por Cola Cao.
Tras su fallecimiento, ocurrido en 1989, las dos marcas de licores pertenecientes a Nicomedes García (Whisky DYC y Anís La Castellana) fueron adquiridas por el Grupo Domecq, absorbido en 1994 por la empresa británica Allied Domecq, luego Pernod Ricard y actualmente Beam Global. En la actualidad la marca continúa con su fábrica en la provincia de Segovia, ubicada en Valverde del Majano, en un polígono industrial que lleva el nombre de Nicomedes García.

## La marca en la literatura
Son constantes las alusiones en novelas y otras obras a la marca Anís La Castellana. Dentro de ellas destacan Puertas giratorias o Los reverses de las siblas (1982), de Pancho Vives; La provocación (1997), de Patxi Larraínzar; Volver a casa (2004), de Antonio Moreno; Quince años y un poco más (2008), de Tomás Serrano González o Antología de relatos originales (2001), de Santiago Rojas, quien a la hora de recomendar un anís, apuesta por esta marca.